# Eresia
Genre
Eresia est un genre de lépidoptères (papillons) de la famille des Nymphalidae, de la sous-famille des Nymphalinae, de la tribu des Melitaeini, et de la sous-tribu des Phyciodina.

## Dénomination
- Le nom de Eresia leur a été donné par l’entomologiste français Jean-Baptiste Alphonse Dechauffour de Boisduval en 1836[1].
- L'espèce type pour le genre est Eresia eunice (Hübner, [1807])

### Synonyme
- Neptis (Illiger, 1807)[2].

## Taxinomie
Liste des espèces
- Eresia actinote Salvin, 1869; présent en Équateur, en Bolivie et au Pérou.
- Eresia carme Doubleday, [1847]; présent au Venezuela.
- Eresia casiphia Hewitson, 1869; présent en Équateur.
- Eresia clio (Linnaeus, 1758); au Mexique en Guyane, Guyana, au Surinam, au Brésil, en Bolivie, Équateur et au Pérou.
- Eresia datis Hewitson, [1864]; présent en Colombie, en Bolivie, en Équateur et au Pérou.
- Eresia estebana (Hall, 1929); présent au Venezuela.
- Eresia eunice (Hübner, [1807]); espèce type pour le genre ; présent en Guyane, Guyana, au Surinam, au Nicaragua, Costa Rica, à Panama, au Venezuela, au Brésil, en Colombie, en Argentine, Équateur et au Pérou.
- Eresia erysice (Geyer, 1832); présent en Guyane et au Brésil.
- Eresia ithomioides Hewitson, [1864]; présent au Costa Rica, à Panama, au Paraguay, en Colombie, à Panama, en Équateur
- Eresia lansdorfi (Godart, 1819); présent au Brésil.
- Eresia levina Hewitson, [1872]; présent en Colombie.
- Eresia letitia Hewitson, 1869; en Colombie, Équateur et au Pérou.
- Eresia nauplius (Linnaeus, 1758); présent en Guyane, Guyana, au Surinam, au Brésil, en Colombie, Équateur et au Pérou.
- Eresia olivencia Bates, 1864; présent à Panama, au Guatemala, au Venezuela, en Colombie  et au Pérou.
- Eresia perna Hewitson, [1852]; présent en Guyane, Guyana, au Surinam, au Venezuela, au Costa Rica, au Brésil et en Équateur.
- Eresia phillyra Hewitson, [1852]; présent au Mexique,au Guatemala et au Costa Rica.
- Eresia polina Hewitson, [1852]; présent au Venezuela, en Colombie, en Bolivie, Équateur et au Pérou.
- Eresia pelonia Hewitson, [1852]; en Bolivie, Équateur, au Brésil et au Pérou.
- Eresia sticta Schaus, 1913; présent au Costa Rica.

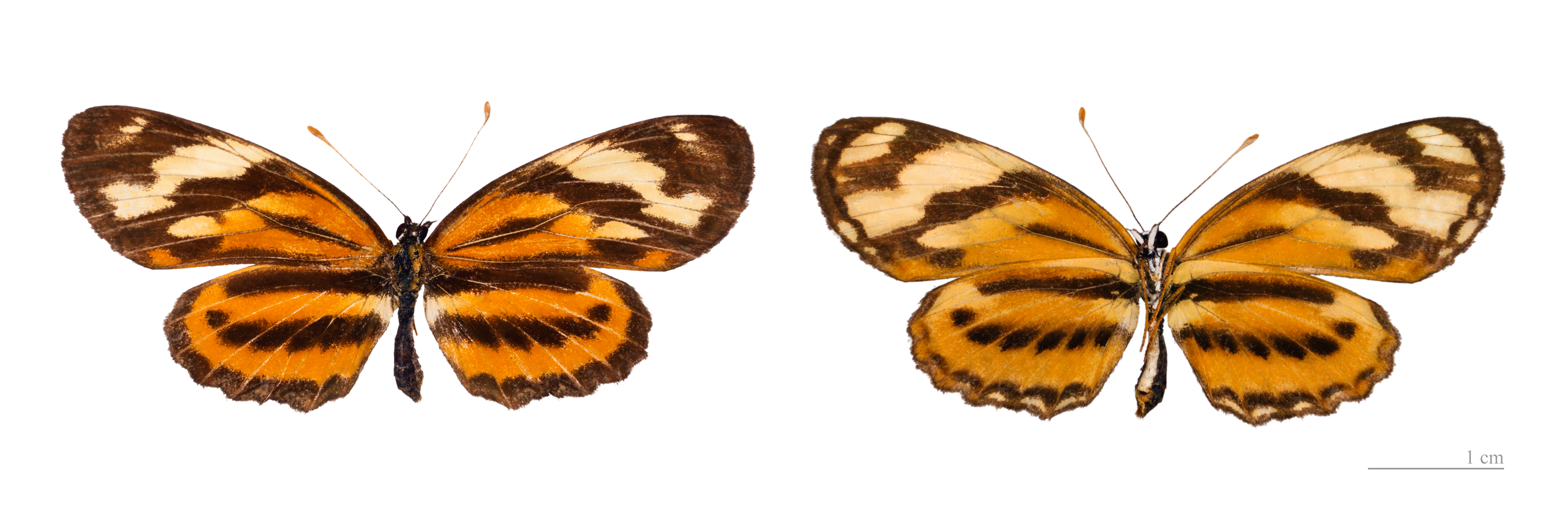
Eresia eunice - MHNT
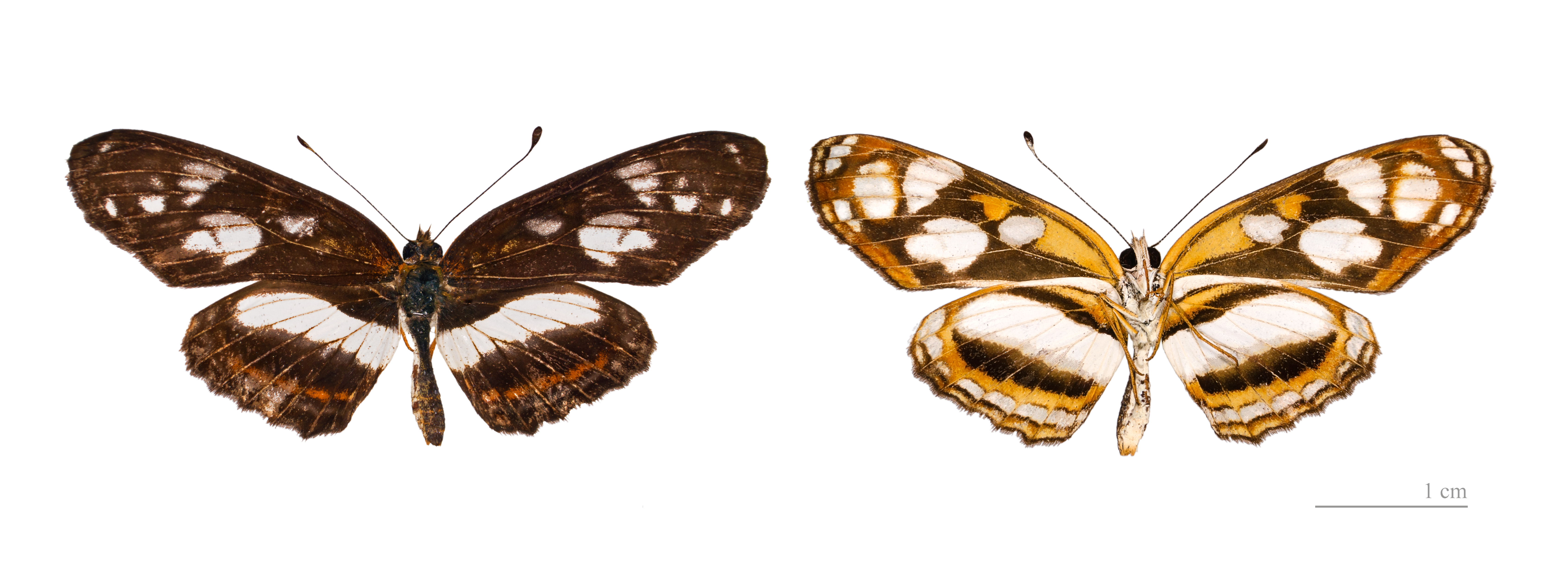
Eresia nauplius - MHNT

### Sources
- (en) funet